# Liste de jeux CD-i
Voici la liste des jeux CD-I classés par ordre alphabétique.
- Haut – A
- B
- C
- D
- E
- F
- G
- H
- I
- J
- K
- L
- M
- N
- O
- P
- Q
- R
- S
- T
- U
- V
- W
- X
- Y
- Z

## 0-9
- 1995 All The News and Views
- 3rd Degree
- The 7th Guest

## A
- ABC Sports présente : L'Open de Palm Springs
- A Great Day at the Races
- A National Parks Tour
- Albero Azzurro
- Alice in Wonderland
- Alien Gate
- All About Us
- Andrew Lloyd Webber The Premiere Collection Encore
- The Apprentice
- Arcade Classics
- The Art of the Czars
- Astérix : Le Défi de César
- Atlantis - The Last Resort
- Axis and Allies

## B
- Backgammon
- Battleship
- Big Bang Show
- Brain Dead 13
- Burn:Cycle

## C
- Caesar's World of Boxing
- Caesar's World of Gambling
- Cartoon Jukebox
- CD Shoot
- Chaos Control : L'ultime combat pour la liberté
- Children's Musical Theatre
- Christmas Country
- Christmas Crisis
- Classical Jukebox
- Compton's Interactive Encyclopedia 1992
- Compton's Interactive Encyclopedia 1995
- Concise Oxford Dictionary & Oxford Thesaurus
- Cluedo
- Cluedo: The Mysteries Continue
- Connect Four
- Connaone
- Create Your Own Caricature
- Creature Shock
- Crime Patrol

## D
- Dame Was Loaded
- Dark Castle
- Defender of the Crown
- Dimo's Quest
- The Downhome Blues
- Dragon's Lair
- Dragon's Lair II: Time Warp
- Drug Wars

## E
- Earth Command
- Earth Rhythms
- Effacer
- Escape from Cyber City

## F
- Family Games I
- Family Games II
- Flashback: The Quest for Identity
- Football
- Frog Feast

## G
- Girls
- Gnomes
- Go
- Go - Special Edition
- Golden Oldies I - Guardian and Invaders
- Golden Oldies II - Blockbuster and Bughunt
- Golf Tips
- Grand Prix : Video Speedway

## H
- Hether
- Hotel Mario

## I
- Inca
- International Tennis Open

## J
- Jack Sprite Vs The Crimson Ghost
- Jazz Giants
- Jeopardy!
- Jigsaw

## K
- Kathy Smith Personal Trainer
- Kether
- Kingdom Shadoan
- Kingdom: The Far Reaches

## L
- L'affaire Morlov
- L'Ange et le Démon
- La Maquina De Cuentos Cuentos Magicos
- Labyrinth of Crete
- Laser Lords
- Lemmings
- Le journal interactif 94 et Le jeu des stars de l'info
- Le Trésor De l'Ile Aux Jeux
- Les Guignols de l'Info ...Le Jeu !
- Lingo
- Link: The Faces of Evil
- Litil Divil
- Lords of the Rising Sun
- Lost Eden
- Lucky Luke

## M
- Mad Dog McCree
- Mad Dog II: The Lost Gold
- Marco Polo
- Master Labyrinth
- Mega-Maze
- Merlin's Apprentice
- Micro Machines
- Monty Python Invasion from the Planet Skyron
- Monty Python's More Naughty Bits
- Mutant Rampage: Bodyslam
- Myst
- Mystic Midway: Phantom Express
- Mystic Midway: Rest in Pieces

## N
- Name That Tune
- Nature Under Threat World Wide Fund for Nature
- NFL Football Trivia Challenge ('94 - '95 Edition)
- NFL Hall of Fame Football
- NFL Instant Replay

## O
- Opera Imaginaire
- Origami (CD-i)
- Othello

## P
- Pac-Panic
- Palm Springs Open
- Paint School I
- Pecos Bill
- Pinball
- Power Hitter
- Plunderball
- Pyramid Adventures Episode 1 Treasures of the Lost Pyramid

## R
- Rand McNally's America: U.S. Atlas
- Rembrandt: His Art and the Music of His Era
- Richard Scarry's Best Neighbourhood Disc Ever!
- Rhythm Maker
- Riddle of the Maze
- Rise of the Robots
- Rock Guitar A Beginner's Guide

## S
- Sandy's Circus Adventure
- Sargon Chess
- Les Schtroumpfs: Le Téléportaschtroumpf
- Scotland Yard
- Secret Mission
- Shadoan
- Shaolin's road
- Shark Alert
- Solar Crusade
- Space Ace
- Space Ranger
- Steel Machine
- Sting 10 Summoner's Tales
- Striker Pro
- Strip-Poker Pro
- Story Machine: Star Dreams
- Story Machine Galaxis
- Super Fighter
- Super Mario's Wacky Worlds
- Surf City

## T
- Tangram
- Tetris
- Text Tiles
- Tetsuo Gaiden
- The French Impressionists
- The Joy of Sex
- The Joker's Wild
- The Joker's Wild Jr.
- The Last Bounty Hunter
- The Lost Ride
- The Palm Springs Open
- The Renaissance Gallery
- The Ultimate Noah's Ark The Perfect Puzzle For All Ages
- The Wacky World of Miniature Golf
- The World of Impressionalism
- Thunder in Paradise
- Time-Life Photography
- Time Life Astrology
- Tom
- Treasures of the Smithsonian
- TR-I: No World Order

## U
- The Uptown Blues
- Ultra Soccer

## V
- Vegas Girls
- Vincent Van Gogh Harvest of the Sun
- Video Speedway
- A Visit To Sesame Street: Numbers
- Voyeur
- Voyeur II

## W
- Whack A Bubble
- Who Shot Johnny Rock?
- Wimbledon Challenge
- World Cup Golf

## X
- Xplora 1 Peter Gabriel's Secret World

## Z
- Zelda's Adventure
- Zelda: The Wand of Gamelon
- Zenith
- Zombie Dinos From Planet Zeltoid

- Haut – A
- B
- C
- D
- E
- F
- G
- H
- I
- J
- K
- L
- M
- N
- O
- P
- Q
- R
- S
- T
- U
- V
- W
- X
- Y
- Z